# 國分祐仁
國分 祐仁（こくぶん ゆうと、1989年8月23日 -）は、地方競馬の浦和競馬場・冨田敏男厩舎所属の騎手。地方競馬教養センター騎手課程第85期生。

## 来歴
2007年3月31日付けで地方競馬騎手免許を取得。同年4月23日第1回浦和競馬1日目第10競走ダイヤモンド特別（C2一組）ヤアヤアヤアで初騎乗（11頭立て5番人気8着）。同年7月18日第4回浦和競馬3日目第2競走C2八組条件戦をチャーミーフラワーで優勝（7頭立て2番人気）し、25戦目で初勝利。
2009年1月12日第23回全日本新人王争覇戦出場（12人中2位）。
2012年9月1日付けで小嶋一郎厩舎から小久保智厩舎所属となったが、2013年4月9日付けで小嶋一郎厩舎所属へ戻った。小嶋一郎調教師の引退により2014年8月1日付で水野貴史厩舎所属となる。
2018年5月1日付けで冨田敏男厩舎に所属変更。
地方通算成績は586戦15勝・2着21回・3着36回・勝率2.6%・連対率6.1%（2011年12月31日現在）